# Club de Fútbol Badalona
Maillots
Le Club de Futbol Badalona est un club de football catalan basé à Badalone, en Catalogne.

## Histoire

Logo du CF Badalone

Le CF Badalona est fondé en 1903 sous le nom de Foot-ball Club Bétulo, puis renommé FC Badalona cinq ans plus tard.
Le club évolue pendant 14 saisons en deuxième division : de 1934 à 1936, de 1939 à 1941, puis de 1947 à 1952, et enfin de 1963 à 1968.
En 2002, il fusionne avec l'Unió de l'Esport Badaloní, et se voit rebaptisé CF Badalona, en préservant son histoire.
Le club évolue en Segunda División B (troisième division) depuis 2004.

## Historique des noms
- 1903-1908 : Foot-ball Bétulo Club
- 1908-1933 : Foot-ball Club Badalona
- 1933-2002 : Sport Club Badalona
- 2002- : Club de Fútbol Badalona

## Palmarès
- Champion de Tercera División (D3 / D4) : 1933, 1946, 1947, 1961, 2003 et 2004

## Anciens joueurs
- Mariano Díaz
- Xavier Aguado (jeunes)
- Francisco Betancourt
- Ramón Campabadal
- Jordi Ferrón
- Luis García (jeunes)
- Gerard Moreno (jeunes)
- Marc Navarro (jeunes)
- Sergi Palencia (jeunes)
- Pitu
- David Prats Rocero
- Víctor Rodríguez
- Alexandru Maxim